# Kerabistus dulichia
Kerabistus dulichia är en insektsart som först beskrevs av John Obadiah Westwood 1859.  Kerabistus dulichia ingår i släktet Kerabistus och familjen Aschiphasmatidae. Inga underarter finns listade i Catalogue of Life.